# Zorzines aureolaria
Zorzines aureolaria là một loài bướm đêm trong họ Noctuidae.